# Віктор Робот
«Віктор_Робот» (англ. Victor_Robot) — український повнометражний мальований анімаційний фільм.
Міжнародна фестивальна прем'єра стрічки відбулася 26 вересня 2020 року у ході Національного конкурсу 11-го Одеського кінофестивалю. Українська кінопрокатна прем'єра стрічки відбулася 24 червня 2021 року; дистриб'ютор — Arthouse Traffic.
Штучна Залізна Зірка з невідомої причини перестала світити і для її ремонту прилітають на зорельоті дівчинка Вікторія зі своїми батьками. В пошуках творця Залізної Зірки Вікторія знайомиться з роботом, який стає її другом і отримує ім'я Віктор.

## Сюжет
У далекому майбутньому винахідник Маркіян створює Залізну Зірку Зоря́ну та штучні планети, щоб подолати перенаселеність Сонячної системи. Та з невідомих причин Зоряна згасає, а Маркіян зникає. В надрах Залізної Зірки працюють роботи-механіки, один з них, під номером 112358132 випадково потрапляє в аварію та втрачає зубчате коліщатко. Він перестає коритися програмі, здобуваючи змогу діяти на власний розсуд. Роботи-санітари вважають його небезпечним і переслідують, але 112358132 рятує інженер Василь. Він визначає, що цей робот насправді єдиний справний, але не розуміє чому інші працюють не так, як очікується.
Дочка Василя (вона ж онука Маркіяна), Вікторія, називає робота-втікача Віктором і хоче використати його, аби довести батькам, що вона доросла. Вікторія з Віктором запускають транспортну капсулу та вирушають на пошуки Маркіяна. Проте дівчинка не справляється з керуванням і капсула падає на звалище зламаних роботів. Віктор допомагає полагодити робота-збирача брухту. Санітари відслідковують це та вирушають на пошуки Віктора. Вони доручають роботові-поводиреві знайти втікача. Здогадавшись, що Віктор у дівчинки, поводир втирається в довіру, обіцяючи відвести її до Маркіяна. Зламані роботи вирушають за Вікторією, сподіваючись, що вона їх полагодить.
Поводир відволікає Вікторію, привівши в «цирк», де Віктор ремонтує його «директора» і виявляється, що той насправді астроном. Від астронома дівчинка дізнається, що з роботами-механіками щось негаразд. Коли Вікторія запитує в нього про поводиря, то поводир псує астронома.
Дорогою далі поводир підмовляє Вікторію зупинитися полагодити роботів. Оскільки дівчинка перекладає всю роботу на Віктора, механіка помічають. Поводир з трьома своїми колегами просить відчинити браму центру керування Залізною Зіркою. Брама виявляється несправна, тож Віктор вилазить на допомогу і тоді поводирі його схоплюють. Поводир при натовпі роботів звинувачує Віктора, що це він їх поламав, а Вікторія — його спільниця, котра насправді нічого не вміє. Дівчинка каже, що не знає Віктора. Поводир впускає Вікторію до центру керування, в якому не виявляється Маркіяна. Замість нього там сидить схожий зовні Роботило, який садить дівчинку в клітку.
Санітари хочуть вставити Віктору нове зубчате коліщатко, щоб він знову став покірним механізмом. Тоді за Віктора заступають поремонтовані ним роботи-музиканти. Роботило задумує використати Вікторію як приманку для Маркіяна. Вікторія вибачається перед Віктором і кричить роботам, що це Роботило їх поламав. Віктор вибачає її та поспішає на допомогу.
Справжній Маркіян рятує Віктора від санітарів і визволяє Вікторію. Дід пояснює, що мета Роботила — ламати все довкола, а перемогти його неможливо, бо його кінцівки — це самостійні роботи-поводирі, що ремонтують хазяїна. Не справившись сам, Маркіян покликав на Зоряну батьків Вікторії для допомоги. Також він зазначає, що назвав Залізну Зірку на честь бабусі Вікторії. Роботило наздоганяє Маркіяна, проте дід відмовляється з ним битися. Він відволікає Роботила лестощами, з яких Вікторія дізнається, що метою Роботила був пошук недоліків конструкції Залізної Зірки. Дід закидає йому в пащу Віктора, котрий жбурляє в механізм контрольне зубчате коліщатко і воно заклинює лиходія.
Батьки забирають Вікторію з Маркіяном. Дорогою додому дід розповідає, що колись наділив Роботила свободою, скасувавши для нього єдиного закони робототехніки. Вікторія обіцяє навчитися всього, чого не знає, щоб в майбутньому повернутися та доглядати за Залізною Зіркою. Віктор визнає дівчинку справжньою подругою, але вирішує залишитися, щоб запустити Залізну Зірку. Відлітаючи, люди спостерігають як Зоряна починає сяяти.
Під час титрів Віктор звільняє роботів від Маркіянових контрольних зубчатих коліщаток. Роботи ремонтують Залізну Зірку та одні одних.

## У ролях
Голоси героям подарували:
- Віка — Марія Аглоткова
- Дід Маркіян — Василь Мазур
- Мама — Римма Зюбіна
- Тато — Віктор Жданов
- Обсерватор (астроном) — Антон Слєпаков
- Музиканти — Анатолій Хостікоєв, Мар'яна Головко, Богдан Бенюк
- Роботи-святляки — Соломія Мельник, Ніна Гаранецька, Ганна Нікітіна, Наталія Галаневич, Руслана Хазіпова, Тетяна Гаврилюк, Zo
- Санітари — Сергій Солопай
- Роботило — Марко Галаневич
- Поводирі — «Доктор звук»

Пісні виконали «Dakh Daughters», Мар'яна Головко, Антон Слєпаков («Вагоновожатые»), Марко Галаневич. Авторкою текстів пісень є Марися Нікітюк, композитором — Антон Байбаков.

## Виробництво
Виробництво фільму тривало понад три роки з 2015 по 2019 роки; над стрічкою працювало майже 200 професіоналів. Анатолій Лавренішин зазначав, що хотів зробити посил про щасливе майбутнє: «люди можуть досягнути чогось набагато світлішого і кращого ніж те, що маємо сьогодні. Ця історія розповідає про дитину з майбутнього, яка отримала життєвий досвід». Задум фільму з'явився з випадково підслуханої фрази у кафе, що всі довкола — роботи. Проте від задуму мультфільму до реалізації минуло 15 років. У Лавренішина було багато ідей, з-поміж них і про роботів, але щодо «Віктора_Робота», за словами режисера «тут більше ідея розкрити перевтілення дівчинки, показати отримання такого життєвого досвіду».
Наприкінці 2019 року творці повідомили що виробництво стрічки завершено. 4 квітня 2021 року автори проєкту представили трейлер, в якому розкрили більше деталей сюжету. Зокрема, відомо, що головна героїня Віка зустріне свого нового друга випадково та допоможе йому втекти від роботів-переслідувачів.

## Кошторис
Проєкт стрічки став одним із переможців Восьмого конкурсного відбору Держкіно та отримав державну фінансову підтримку розміром 31,1 млн ₴, що й становить загальну вартість виробництва фільму. 29 липня 2016 року Державне агентство України з питань кіно уклало державний контракт зі студією «Червоний собака» про надання 100 % державної фінансової підтримки розміром 31,1 млн ₴.

## Реліз

### Кінофестивальний реліз
Міжнародна прем'єра стрічки відбулася 26 вересня 2020 року у ході Національного конкурсу 11-го ОМКФ.

### Кінопрокатний реліз
Arthouse Traffic вперше представили тізер стрічки 17 червня 2020 року.
Кінопрокатна прем'єра фільму в Україні неодноразово переносилася. Початково планувалася прем'єра у 2019 році, потім у 2020 році, а згодом прем'єру перенесли на 24 червня 2021 року; дистриб'ютор — Arthouse traffic.

### Реліз для домашнього відео
Реліз для домашнього відео в Україні відбувся 23 серпня 2021 року на vod-платформі sweet.tv.

## Нагороди
- «Найкращий анімаційний фільм» «Кінокола» (2020)[18];
- приз Глядацьких Симпатій на Одеському Міжнародному Кінофестивалі (2020)[19];
- найкращий повнометражний фільм для дітей на 13-му Міжнародному фестивалі анімаційного кіно «Tofuzi» у Батумі (2021)[20].

## Сприйняття
За рецензією ITC.ua, «„Віктор_Робот“ з'являється по-своєму вчасно, презентуючи глядачеві космічну фантастику, на яку зазвичай не чекаєш від українських кінематографістів». Анімація характеризувалася як головна перевага фільму: «Спочатку візуал „Віктора_Робота“ трохи нагадує комп'ютерну гру Machinarium, а головний персонаж своєю поведінкою викликає асоціації з мультфільмом „ВОЛЛ·І“ (WALL·E). Та це все перше враження, згодом стає зрозуміло, що творчій команді українського мультфільму вдалося створити свій фантастичний вимір, в якому є багато цікавих деталей», а завдяки музиці фільм «отримує дивакувато-чаруючу атмосферу (такий саундтрек міг би підійти для повнометражного космічного фільму, в якому все одночасно тривожно та прекрасно)». Разом з тим зауважувалося, що «На превеликий жаль, розвиток сюжету доволі швидко зупиняється, історія стає одноманітною […] сценарій мультфільму дещо простуватий, особливо це помітно в кульмінації, яка ніби товчеться на одному місці. Так, тут є справжній антагоніст, є пошук зниклого персонажа, а також є переосмислення цінностей після пройдених випробувань. Однак все це подано занадто безхитрісно та прямо, то ж і емоції після перегляду доволі стримані».
У 112.ua відгукнулися, що «На відміну від ігрового кіно, анімація в Україні — не найсильніша частина індустрії. Тому вихід фантастичної повнометражки Анатолія Лавренішина „Віктор_Робот“ насправді подія куди більш значуща, ніж здається на перший погляд». Відзначалося, що режисер пішов не шляхом переробки стандартних диснеївських сюжетів про принцесу або про магічних істот, а створив власну оригінальну історію. Хоча в ній є впізнавані паралелі з відомими творами, наприклад, «Коли глядача знайомлять з Віктором […] найбільше він схожий на Сема Лаурі з антиутопії Террі Гілліама „Бразилія“. Та ж понура сутулість, той же згаслий погляд, та же відсутність амбіцій, таке ж не значуще ім'я і навіть такий само капелюх». Однак, «Він здається беззахисним, а виявляється наймогутнішим. Йому протистоїть величезний антагоніст, який може ставати просто гігантським, тому їхнє протистояння метафорично перетворюється на поєдинок Давида і Голіафа». Вердикт виглядав так: «І нехай „Віктор_Робот“ — це ще не піксарівський шедевр, але вже відмінний мультфільм для сімейного перегляду. Красивий, атмосферний, зрозумілий і з надзвичайно стильною музикою. Справжня удача для вітчизняної анімації, що відроджується».
Згідно з «Читомо», «У мультфільму дуже гарні естетичні орієнтири. Багато-хто відзначає, що світ роботів нагадує комп'ютерну гру Machinarium. Вони справді дуже подібні. Окрім того, сінефіли точно впізнають у місті роботів риси „Метрополісу“ Фріца Ланґа 1927 року. Також простежуються подібності з містом-руїною з манґи Юкіто Кішіри „Бойовий янгол Аліта“ („Сни зброї“). Механічний соціум навіває спогади про мультфільм „Роботи“ 2005 року, а сценарний закрут, що запускає історію, дуже схожий на початок „Короткого замикання“ […] Відверто кажучи, якби мультфільм був вдвічі коротшим, він би сприймався значно краще. Темп основної частини просідає. „Віктору_Роботу“ бракує драйву. […] Натомість творцям добре вдалися характери персонажів: вони не статичні, а проходять певну еволюцію. Мила, але спершу егоїстична та марнославна дівчинка Віка (вона навіть робота на свою честь назвала!) протягом історії переосмислює свою поведінку і ставлення до стосунків з іншими».

## Супутня продукція
- «Віктор_Робот. Щоденник збирача планет» (2021) — книга Анастасії Лавренішиної, приквел фільму. В ній Віктор прилітає на Землю до Віки, щоб дізнатися, як була створена Залізна Зірка й для кого вона має світити. Віка не може відповісти на всі запитання Віктора, проте вона має дідовий «Щоденник збирача планет», в якому читачам пояснюється астрофізичні теорії та їхнє практичне застосування[24].